# Henry Vassall-Fox

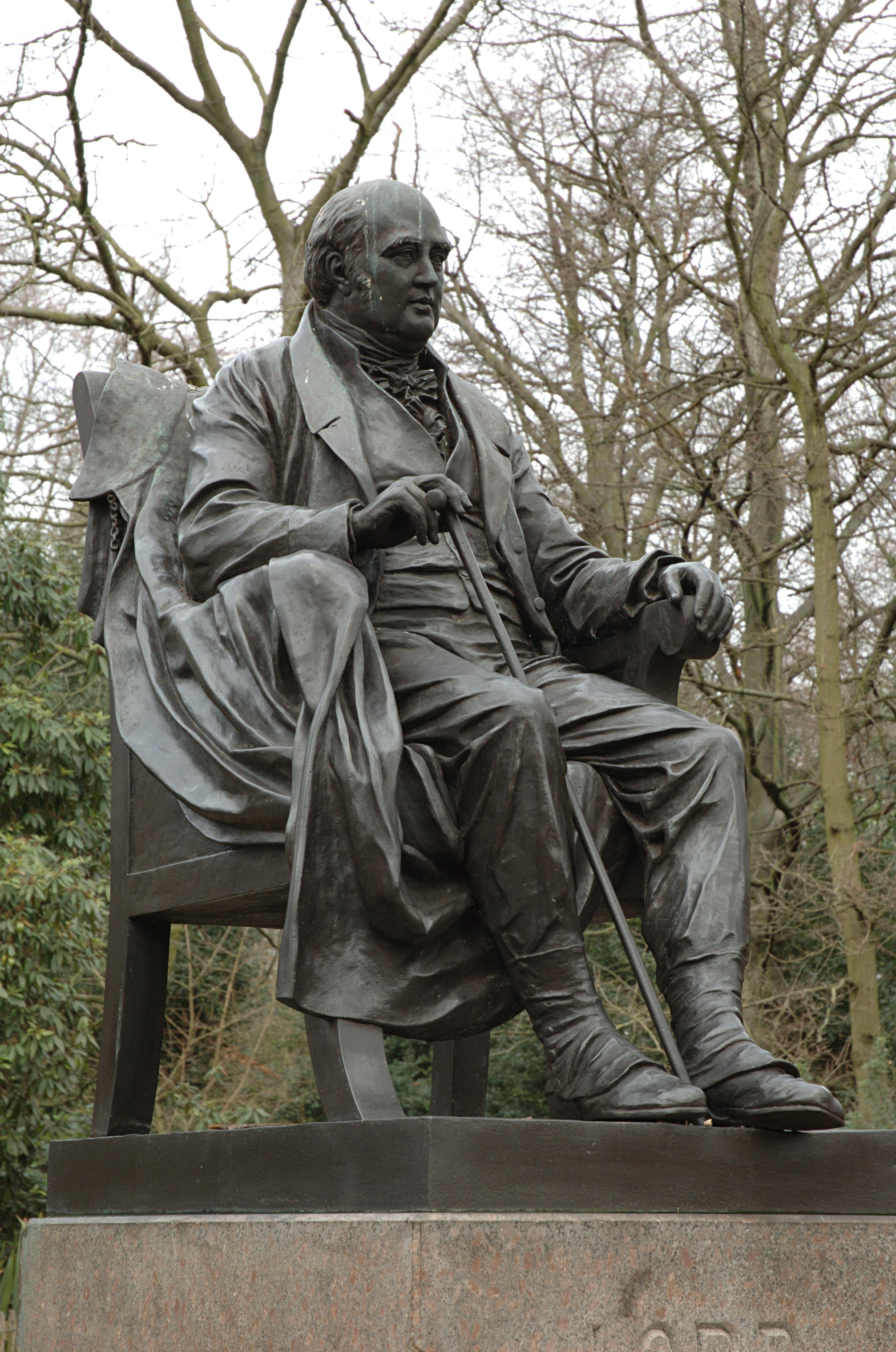
Posąg lorda Hollanda stojący w Holland Park

Henry Richard Vassall-Fox, 3. baron Holland (ur. 21 listopada 1773 w Winterslow House w Wiltshire, zm. 22 października 1840 w Londynie) – brytyjski arystokrata i polityk, jedyny syn Stephena Foksa, 2. barona Holland, i lady Mary FitzPatrick, córki 1. hrabiego Upper Ossory.
Tytuł barona odziedziczył gdy miał zaledwie rok, po nagłej śmierci swojego ojca. Wykształcenie odebrał w Eton College i Christ Church w Oksfordzie. Tam zaprzyjaźnił się z George’em Canningiem. W życiu politycznym pozostawał pod wpływem swojego stryja, Charlesa Jamesa Foksa, wybitnego polityka wigów. Z tą też partią związał się młody lord Holland. W 1791 odbył podróż do Francji, gdzie zawarł znajomości z markizem Lafayette i Talleyrandem. Dwa lata później ponownie wybrał się w podróż do Francji i Włoch. Podczas niej poznał lady Elisabeth Webster (z domu Vassall, ur. przed 1782, zm. listopad 1845, jej ojcem był jamajski plantator Richard Vassall), żonę baroneta Geoffreya Webstera. Nawiązali ze sobą romans i lady Webster uciekła od męża. Rozwód udało się uzyskać dopiero po kilku latach i para stanęła na ślubnym kobiecu 6 lipca 1797 r. Henry i Elisabeth mieli razem trzech synów i córkę:
- Charles Richard Fox (1796 – 13 kwietnia 1873), urodził się przed małżeństwem rodziców, więc nie miał prawa do tytułów ojca, ożenił się z lady Mary Fitzclarence (nieślubną córką króla Wilhelma IV), nie miał dzieci, zgromadził kolekcję greckich monet, która znajduje się obecnie w muzeum w Berlinie
- Stephen Fox (1799–1800)
- Henry Edward Fox (7 marca 1802 – 18 grudnia 1859), 4. baron Holland
- Mary Elisabeth Fox (19 lutego 1806 – 7 grudnia 1891), żona Thomasa Powysa, 3. barona Lilford, miała dzieci (min. słynnego brytyjskiego ornitologa, Thomasa Powysa, 4. barona Lilford)

Holland zajął przynależne sobie miejsce w Izbie Lordów 5 października 1796 r. Odgrywał tam bardzo prominentną rolę, de facto przewodząc tam partii wigów. W 1800 r. przyjął nazwisko Vassall-Fox, zaś od 1807 r. tym nazwiskiem podpisywał dokumenty. W 1806 r., razem z lordem Aucklandem, negocjował z Jamesem Monroem i Williamem Pinkneyem brytyjsko-amerykański traktat, który nie został ratyfikowany przez stronę amerykańską. 27 sierpnia 1806 r. lord Holland wszedł w skład Tajnej Rady, zaś 15 października tego samego roku został Lordem Tajnej Pieczęci w rządzie lorda Grenville’a, na którym to stanowisku utrzymał się do rozpadu gabinetu w marcu 1807 r.
W następnych latach Holland był jednym z największych przeciwników rządu. Sprzeciwiał się przyznaniu ksieciu Walii regencji w 1811 r., krytykował traktat Wielkiej Brytanii ze Szwecją, który zobowiązywał Wielką Brytanię do poparcia szwedzkich planów przyłączenia Norwegii oraz był przeciwnikiem zesłania Napoleona na Wyspę Świętej Heleny. Do gabinetu wrócił dopiero w 1830 r., kiedy to lord Grey powierzył mu stanowisko Kanclerza Księstwa Lancaster. Sprawował je do 1834 r. Rok później zajął to samo stanowisko w rządzie lorda Melbourne'a. Zmarł podczas sprawowania urzędu.
Jego protesty przeciwko polityce torysowskich gabinetów zostały wydane w 1841 r. pt. Opinions of Lord Holland. W 1850 r. wydano Lord Holland's Foreign Reminiscences opisujące sytuację w Europie w dobie Rewolucji i wojen napoleońskich. W 1852 r. wydano jego wspomnienia polityczne zatytułowane Memoirs of the Whig Party. Zachowała się również jego praca z 1806 r. poświęcona hiszpańskiemu komediopisarzowi, Lope de Vedze.